# J’irai danser sur la tombe de Senghor
J’irai danser sur la tombe de Senghor est le premier roman de l'écrivain congolais blaise ndala, paru en 2014 aux éditions l'interligne, pour lequel il a remporté le Prix du livre d'Ottawa en 2015,,.